# Леметр, Кристоф
Кристо́ф Леме́тр (фр. Christophe Lemaitre, 11 июня 1990 года, Анси, Франция) — французский бегун-спринтер, двукратный бронзовый призёр Олимпийских игр (2012 и 2016), трёхкратный чемпион Европы 2010 года (100, 200 метров и в эстафете 4×100 метров), чемпион Европы 2012 года на дистанции 100 метров, чемпион мира среди юниоров 2008 года на дистанции 200 метров, многократный чемпион Франции. Первый белый спринтер, пробежавший 100 метров быстрее 10 секунд. Обладатель наибольшего количества медалей чемпионатов Европы по лёгкой атлетике среди всех мужчин. Кавалер французского ордена «За заслуги» (декабрь 2016).
В 2009 году Европейской атлетической ассоциацией (EAA) Леметр был признан «восходящей звездой года» в Европе. В 2010 году был признан лучшим легкоатлетом года в Европе, став первым французом, удостоенным этой награды. Леметр опередил по итогам голосования норвежского копьеметателя Андреаса Торкильдсена. Также в 2010 году крупнейшая французская спортивная газета L’Équipe признала Кристофа лучшим спортсменом года во Франции.
Завершил карьеру в 2024 году.

## Карьера

### Сезон 2007
В июле на чемпионате мира среди юношей в Остраве 17-летний Леметр занял 4-е место на 100-метровке (10,67 сек, 0,02 сек отставания от бронзового призёра) и 5-е место на 200-метровке (21,15 сек). Французы не завоевали ни одной медали на том чемпионате.

### Сезон 2008
В первой половине июля на чемпионате мира среди юниоров в польском Быдгоще Леметр выиграл золото на дистанции 200 метров (20,83 сек), всего на 0,01 сек опередив Никеля Ашмида. Это была одна из двух медалей Франции на турнире, ещё одну принёс Тедди Тамго, победивший в тройном прыжке.
Во второй половине июля Леметр на чемпионате Франции в Альби стал вторым на 100-метровке (10,26 сек), на 0,20 сек отстав от Марсьяля Мбанджока, установившего личный рекорд.

### Сезон 2009
В феврале в Льевене Леметр занял второе место на чемпионате Франции в помещении на дистанции 60 метров (6,71 сек), на 0,08 сек отстав от победителя.
В марте на чемпионате Европы в помещении в Турине 18-летний Кристоф занял 7-е место на дистанции 60 метров с результатом 6,72 сек.
В июне на первом в истории командном чемпионате Европы в португальской Лейрии Леметр бежал в составе французской эстафеты 4×100 метров, которая заняла третье место. Изначально в общем зачёте французы заняли четвёртое место, но позднее, в результате дисквалификации целого ряда спортсменов сборной России, ставшей второй, французы поднялись на третье место.

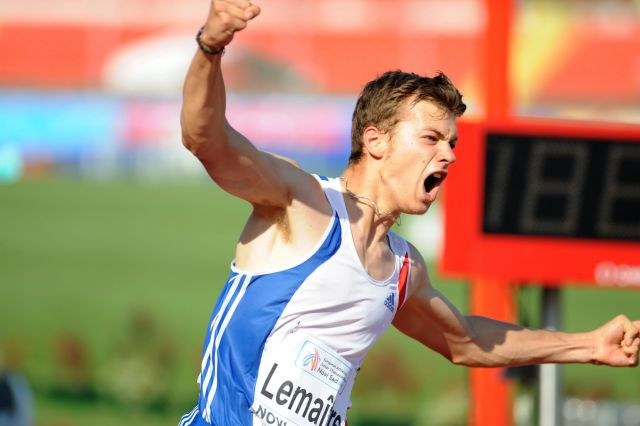
Леметр на чемпионате Европы среди юниоров 2009 года в Нови-Саде

В июле на чемпионате Европы среди юниоров в сербском Нови-Саде Леметр выиграл золото на дистанции 100 метров, установив новый рекорд Европы среди юниоров (10,04 сек).
В августе на чемпионате мира в Берлине Кристоф выступал в составе сборной Франции в эстафете 4×100 метров. В предварительном забеге французы (Рональд Поньон, Марсьяль Мбанджок, Пьер-Алексис Пессонно, Леметр) пробежали за 38,59 сек, показав пятое время. В финале Леметр также бежал на последнем этапе, на этот раз французы пробежали хуже (39,21 сек), показав последний восьмой результат.

### Сезон 2010
В конце февраля Кристоф победил на чемпионате Франции в помещении в Париже на дистанции 60 метров (6,56 сек).
В июне на командном чемпионате Европы в норвежском Бергене занял второе место на 100-метровке, установив личный рекорд 10,02 сек (ветер +1,1 м/с). Победу на 100-метровке одержал британец Дуэйн Чемберс с результатом 9,99 сек.
9 июля 2010 года на чемпионате Франции в Валансе Леметр пробежал 100 метров за 9,98 сек (попутный ветер +1,3 м/с), установив новый рекорд Франции (прежний был хуже на 0,01 сек и с 2005 года принадлежал Рональду Поньону), лучший результат сезона в Европе, а также став первым белым человеком, пробежавшим 100 метров быстрее 10 секунд. Ранее лучшим белым спринтером был поляк Мариан Воронин, пробежавший 100 метров за 10,00 сек ещё в 1984 году. Для представителей других рас это достижение не является из ряда вон выходящим — так, первым спринтером, пробежавшим 100 метров быстрее 10 секунд, стал ещё в 1968 году чернокожий американец Джим Хайнс. А в 2003 году за 9,93 сек 100 метров пробежал австралиец (сын ирландца и австралийской аборигенки) Патрик Джонсон, став 39-м атлетом в истории, «выбежавшим» из 10 секунд.
На следующий день, там же в Валансе, Леметр повторил рекорд Франции на дистанции 200 метров — 20,16 сек (попутный ветер +1,2 м/с).

#### Чемпионат Европы 2010

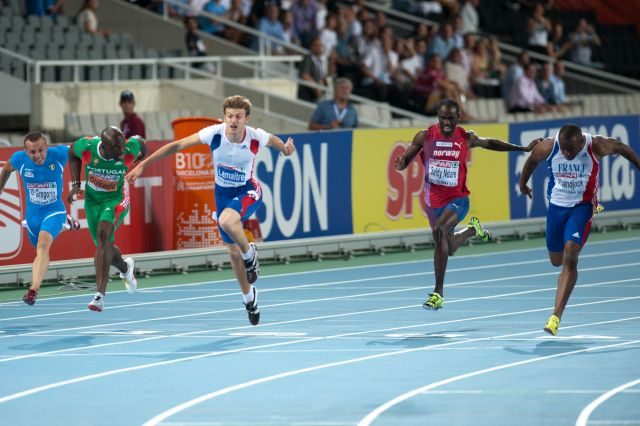
Леметр на финише забега на 100 м на чемпионате Европы 2010

На чемпионате Европы 2010 года в Барселоне 28 июля 20-летний Кристоф сумел выиграть золото на дистанции 100 метров с результатом 10,11 сек, оставив позади таких известных спринтеров, как рекордсмен Европы португалец Фрэнсис Обиквелу, олимпийский чемпион 2004 года в эстафете 4×100 м британец Марк Льюис-Фрэнсис, многократный призёр чемпионатов мира и Европы британец Дуэйн Чемберс. Леметр стал первым с 1962 года французским спринтером, выигравшим чемпионат Европы на дистанции 100 метров.
Через 2 дня Леметр выиграл золото чемпионата Европы в финале забега на 200 метров, на самом финише сумев опередить британца Кристиана Малкольма на 0,01 сек — 20,37 против 20,38. Для Франции это было первое золото на этой дистанции на чемпионатах Европы с 1966 года, когда победил Роже Бамбюк.
1 августа Кристоф выиграл третье золото чемпионата Европы, победив в составе сборной Франции в эстафете 4×100 м (Леметр бежал на втором этапе, а на последнем этапе золото у итальянцев на самом финише «вырвал» Марсиаль Мбанджок). Леметр стал единственным легкоатлетом, выигравшим на барселонском чемпионате Европы 3 золота.
По итогам июля Леметр был признан лучшим легкоатлетом Европы в этом месяце.

#### Окончание сезона 2010
29 августа в итальянском Риети Леметр улучшил свой личный и национальный рекорд Франции на 100 м ещё на 0,01 сек — 9,97 (при ветре +0,9 м/с). 4 сентября Кристоф победил на Континентальном кубке в Сплите на 100-метровке с результатом 10,06 сек.

### Сезон 2011
В феврале Леметр победил на чемпионате Франции в помещении в Обьере на дистанции 60 метров (6,58 сек).

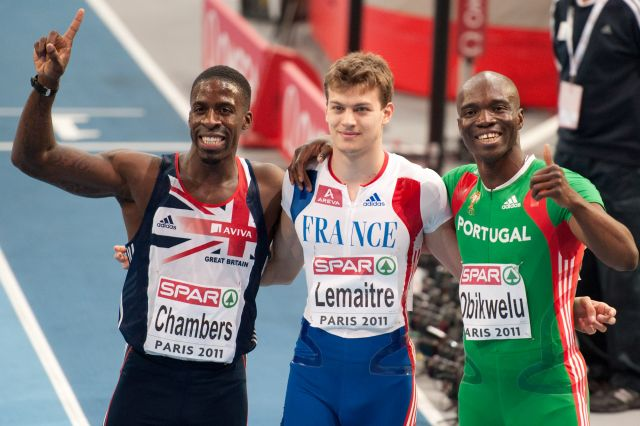
Призёры забега на 60 м на чемпионате Европы в помещении 2011 года (слева направо): Дуэйн Чэмберс, Кристоф Леметр, Фрэнсис Обиквелу

В начале марта на чемпионате Европы в помещении в Париже на дистанции 60 метров в полуфинале Кристоф показал лучший результат сезона в Европе — 6,55 сек (повторение личного рекорда). В финале француз, несмотря на мощный финиш, не сумел улучшить свой результат — 6,58 сек и занял только третье место после Фрэнсиса Обиквелу (6,53 сек — национальный рекорд Португалии) и Дуэйна Чэмберса (6,54 сек).
18 июня на командном чемпионате Европы в Стокгольме Леметр одержал победы на дистанции 100 и 200 метров. Дистанцию 100 метров Кристоф пробежал за 9,95 сек, тем самым улучшил свой собственный рекорд, побил рекорд чемпионата и установил новый национальный рекорд. На дистанции 200 метров он также стал победителем со временем 20,28 сек. Этот результат также стал рекордом соревнований. В эстафете 4×100 метров сборная Франции стала второй с результатом 38,71, Леметр бежал на втором этапе; победили же британцы с лучшим результатом сезона в Европе (38,60). В общем зачёте чемпионата сборная Франции заняла пятое место.
29 июля на чемпионате Франции в Альби Леметр пробежал 100 метров с результатом 9,92 сек при максимальном разрешённом попутном ветре 2 м/с. Это новый личный рекорд Леметра, а также новый национальный рекорд. Таким образом, Леметр превысил достижение Патрика Джонсона (9,93 сек) и стал быстрейшим в истории спринтером неафриканского происхождения. Там же он пробежал 200-метровку за 20,08 сек, но новый рекорд Франции не был засчитан из-за слишком сильного попутного ветра.

#### Чемпионат мира 2011

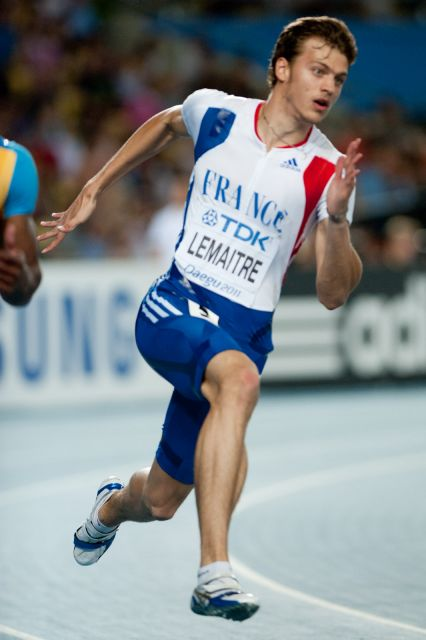
Леметр на чемпионате мира в Тэгу

На чемпионате мира 2011 года в корейском Тэгу в финале 100-метровки Леметр показал 4-й результат (10,19) и не сумел завоевать медаль, даже несмотря на то, что главный фаворит забега рекордсмен мира и олимпийский чемпион на этой дистанции Усэйн Болт был дисквалифицирован за фальстарт. При этом Леметр вновь стал быстрейшим из всех европейских бегунов — все три призовых места заняли неевропейцы. От серебряного призёра Леметр отстал на 0,11 сек, а от бронзового — на 0,10. На 200-метровке Леметру удалось выиграть бронзу с новым рекордом Франции — 19,80 сек. Кристоф впервые «выбежал» из 20 секунд на этой дистанции, «сбросив» со своего личного рекорда сразу 0,36 сек. Время 19,80 сек лишь на 0,08 сек хуже европейского рекорда итальянца Пьетро Меннеа, установленного в 1979 году.
В финале эстафеты 4×100 метров французы, в составе которых на втором этапе бежал Леметр, заняли второе место с результатом 38,20 сек, уступив лишь сборной Ямайки, победившей с новым мировым рекордом (37,04 сек). Для сборной Франции это была третья в истории медаль в этой дисциплине на чемпионатах мира после серебра в 1991 году и золота в 2005 году.

### Сезон 2012
В феврале Кристоф выиграл золото на 60-метровке на чемпионате Франции в помещении в Обьере. Леметр всего на 0,01 сек опередил серебряного призёра Эмманюэля Бирона.
31 мая в Риме Кристоф пробежал 100 метров за 10,04 сек, показав лучший результат сезона в Европе. В том же забеге Усэйн Болт пробежал за 9,76 сек.
В июне на чемпионате Франции в Анже победил на 100-метровке (9,94 сек), 200-метровке (20,31 сек) и в эстафете 4×100 метров.

#### Чемпионат Европы 2012
На предолимпийском чемпионате Европы в Хельсинки выиграл золото на дистанции 100 метров. В предварительном забеге и полуфинале показал результат 10,14 сек, а в финале пробежал за 10,09 сек, на 0,03 сек опередив другого француза Джимми Вико. Победный результат Леметра был на 0,02 сек быстрее, чем 2 года назад на чемпионате Европы в Барселоне, однако это на 0,10 сек хуже, чем рекорд чемпионатов Европы, установленный в 2006 году в Гётеборге Фрэнсисом Обиквелу (9,99 сек). Также на чемпионате выиграл бронзу в эстафете 4×100 метров (состав сборной Франции в финале: Рональд Поньон, Леметр, Пьер-Алексис Пессонно, Эмманюэль Бирон). На дистанции 200 метров Леметр в Хельсинки на старт не выходил.

#### Летние Олимпийские игры 2012
На Играх в Лондоне Кристоф выступал на дистанции 200 метров и в эстафете 4 по 100 метров. Леметр и его тренер приняли решение не выступать на 100-метровке, так как накануне Олимпиады француз являлся обладателем только 10-го результата сезона в мире, тогда как на 200-метровке — четвёртого. Шансы на награды на 100-метровке были невелики, в то же время на дистанции вдвое длиннее Кристоф мог бороться за награды.
На 200-метровке Кристоф выиграл предварительный забег с результатом 20,34 сек. В своём полуфинале Леметр занял третье место с результатом 20,03 сек, лишь 0,02 сек уступив победителю Йохану Блейку и 0,01 сек занявшему второе место Уолласу Спирмону (напрямую из каждого из трёх полуфиналов в финал выходили только двое), однако высокий результат позволил Леметру отобраться в финал (ещё два спортсмена «добирались» в финал по времени). Результат Леметра был выше, чем у победителей двух других полуфиналов. В финале Кристоф не сумел улучшить время в полуфинале, пробежав за 20,19 сек, что оставило его на шестом месте. Все три призовых места заняли ямайские бегуны (бронзовый призёр Уоррен Уир пробежал медленнее личного рекорда Леметра), при этом Леметр уступил и единственному, кроме него, европейцу в финале — Чуранди Мартине из Нидерландов.
В эстафете 4 по 100 м в предварительном забеге сборная Франции (Джимми Вико, Леметр, Пьер-Алексис Пессонно, Рональд Поньон) отобралась в финал по времени (38,15 сек), заняв 4-е место в своём забеге. В финале французы в том же составе пробежали на 0,01 сек медленнее, но также заняли 4-е место, лишь 0,04 сек уступив бронзовым призёрам из Тринидада и Тобаго. Победили с мировым рекордом спринтеры Ямайки. Таким образом, Леметр уехал из Лондона без олимпийских наград. Однако в мае 2014 года стало известно, что участник эстафетной сборной США, занявшей второе место, Тайсон Гэй нарушил антидопинговые правила, и его результат на Олимпийских играх должен быть аннулирован. Таким образом, американцы были лишены серебряных наград, летом 2015 года было объявлено, что серебро получат спринтеры из Тринидада и Тобаго, а бронза достанется французам, в том числе и Леметру.

### Сезон 2013
25 мая на соревнованиях в Манчестере установил рекорд Франции на «неклассической» дистанции 150 метров — 14,90 сек (при ветре −1,0 м/с). В июне 2013 года победил на 200-метровке на командном чемпионате Европы в Гейтсхеде с результатом 20,27. Также бежал в эстафете 4×100 метров, где французы заняли 4-е место после британцев, немцев и поляков с результатом 38,84. В общем зачёте чемпионата Европы Франция стала четвёртой.

#### Чемпионат мира 2013

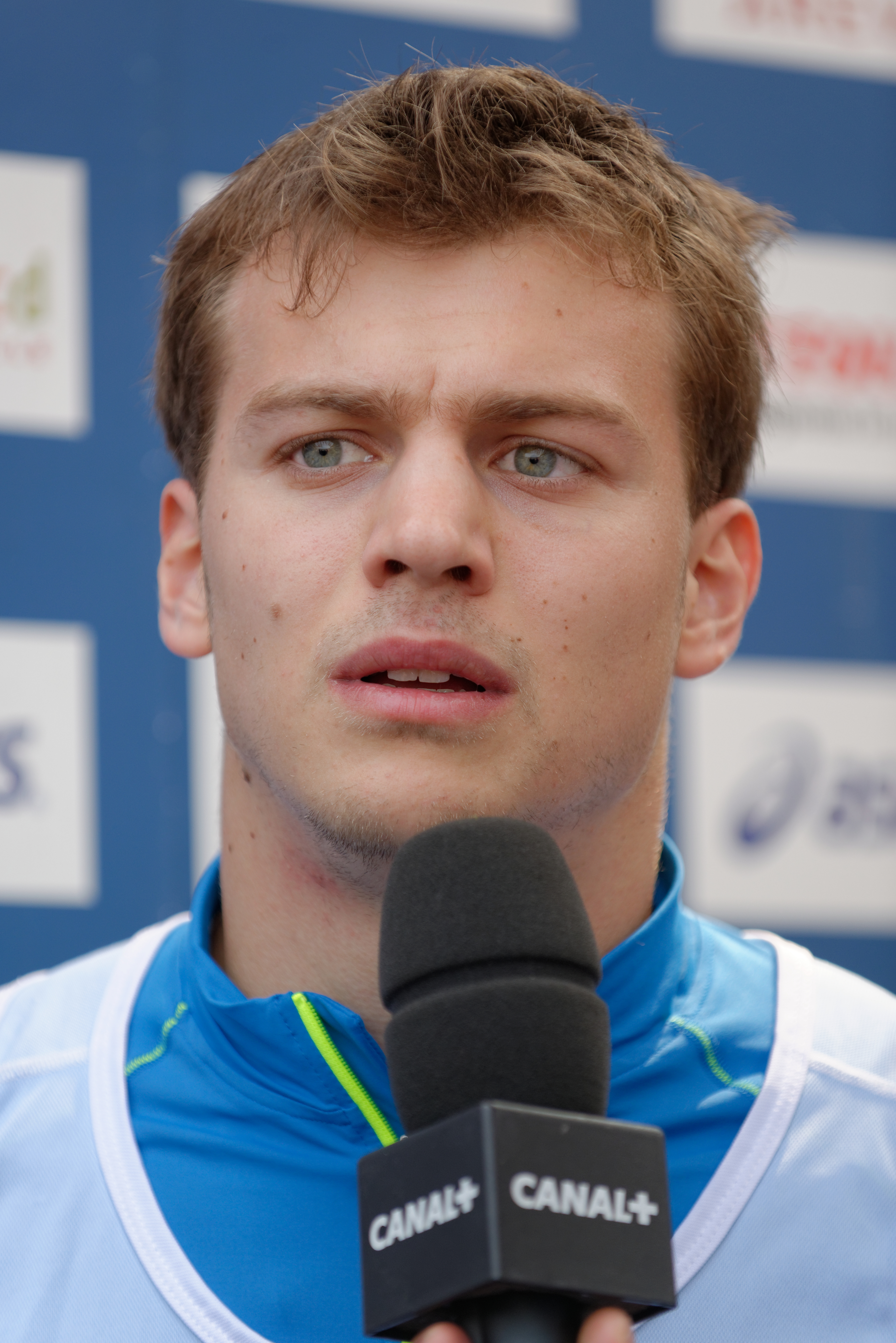
Леметр в 2013 году

На чемпионате мира 2013 года в Москве Кристоф занял седьмое место в финале 100-метровки с результатом 10,06 сек (в полуфинале он пробежал за 10,00). От участия в забегах на 200 метров и в эстафете 4×100 м Леметр отказался из-за травмы.

### Сезон 2014
В мае 2014 года на первом в истории чемпионате мира по эстафетам в Нассау Леметр выиграл бронзу в составе сборной Франции в дисциплине 4×200 м (французы установили новый рекорд Европы — 1:20,66). Вместе с Леметром бежали Янник Фонса, Кен Ромен, Бен Бассав.

#### Чемпионат Европы 2014
На чемпионате Европы в Цюрихе выиграл серебряную медаль на 100-метровке с результатом 10,13 (в полуфинале Леметр пробежал за 10,10), уступив британцу Джеймсу Дасаолу (10,06 в финале). Спустя несколько дней Кристоф выиграл серебро на дистанции 200 метров с результатом 20,15, первое место занял британец Адам Джемили (19,98). В эстафете 4×100 м французы с Леметром в составе заняли третье место. Таким образом, на трёх чемпионатах Европы подряд (2010, 2012 и 2014) Кристоф на дистанциях 100 и 200 метров, а также в эстафете 4×100 м выигрывал медали всякий раз, когда выходил на старт (в 2012 году он не бежал 200-метровку).

### Сезон 2015
В начале мая выиграл серебро второго чемпионата мира по эстафетам. Сборная Франции стала второй в эстафете 4×200 метров с результатом 1:21,49, чуть более 0,5 сек проиграв сборной Ямайки. Вместе с Леметром бежали Тедди Тинмар, Пьер-Алексис Пессонно и Бен Бассав.
В июне 2015 года победил на 100-метровке в рамках командного чемпионата Европы в Чебоксарах (10,26 сек при встречном ветре −1,7 м/сек), а также в составе сборной Франции занял второе место в эстафете 4 по 100 метров (выиграли британцы). По итогам чемпионата команда Франции заняла третье место после россиян и немцев.
4 июля Джимми Вико отобрал у Леметра рекорд Франции на дистанции 100 метров, пробежав в Сен-Дени за 9,86 сек, на 0,06 сек быстрее результата Леметра в 2011 году. Результат Вико стал повторением рекорда Европы Фрэнсиса Обиквелу, установленного в 2004 году.

#### Чемпионат мира 2015
На чемпионате мира в Пекине на 100-метровке в предварительном забеге показал результат 10,24 и вышел в полуфинал. В полуфинале пробежал за 10,20 сек (ветер −0,4 м/с) и занял только 20-е место из 24 участников полуфинала. Для выхода в финал необходимо было бежать быстрее 10 секунд. Францию в финале представлял Джимми Вико, который с результатом 10,00 сек занял 8-е место. На дистанции 200 м в забеге показал результат 20,29 и отобрался в полуфинал, где пробежал за 20,34 и занял только 15-е место среди 24 участников, что не позволило Леметру выйти в финал. В финале лучшим из европейцев стал 20-летний британец Жарнел Хьюз, который с личным рекордом 20,02 занял пятое место, победил же Усэйн Болт с лучшим результатом сезона в мире (19,55). Леметр бежал и в финале эстафеты 4×100 метров, но французы заняли только пятое место с результатом 38,23, даже несмотря на то, что американцы были дисквалифицированы, а британцы не сумели финишировать. При этом в предварительном забеге французы с Леметром в составе показали результат 37,88, что позволило бы им в финале финишировать на втором месте после сборной Ямайки.

### Сезон 2016
В конце февраля Леметр выиграл два золота на чемпионате Франции в помещении в Обьере: на 60 метрах (6,64 сек) и 200 метрах (20,43 сек). Кристоф пропустил проходивший за месяц до Олимпиады чемпионат Европы с целью подготовки к главному старту четырёхлетия.

#### Летние Олимпийские игры 2016

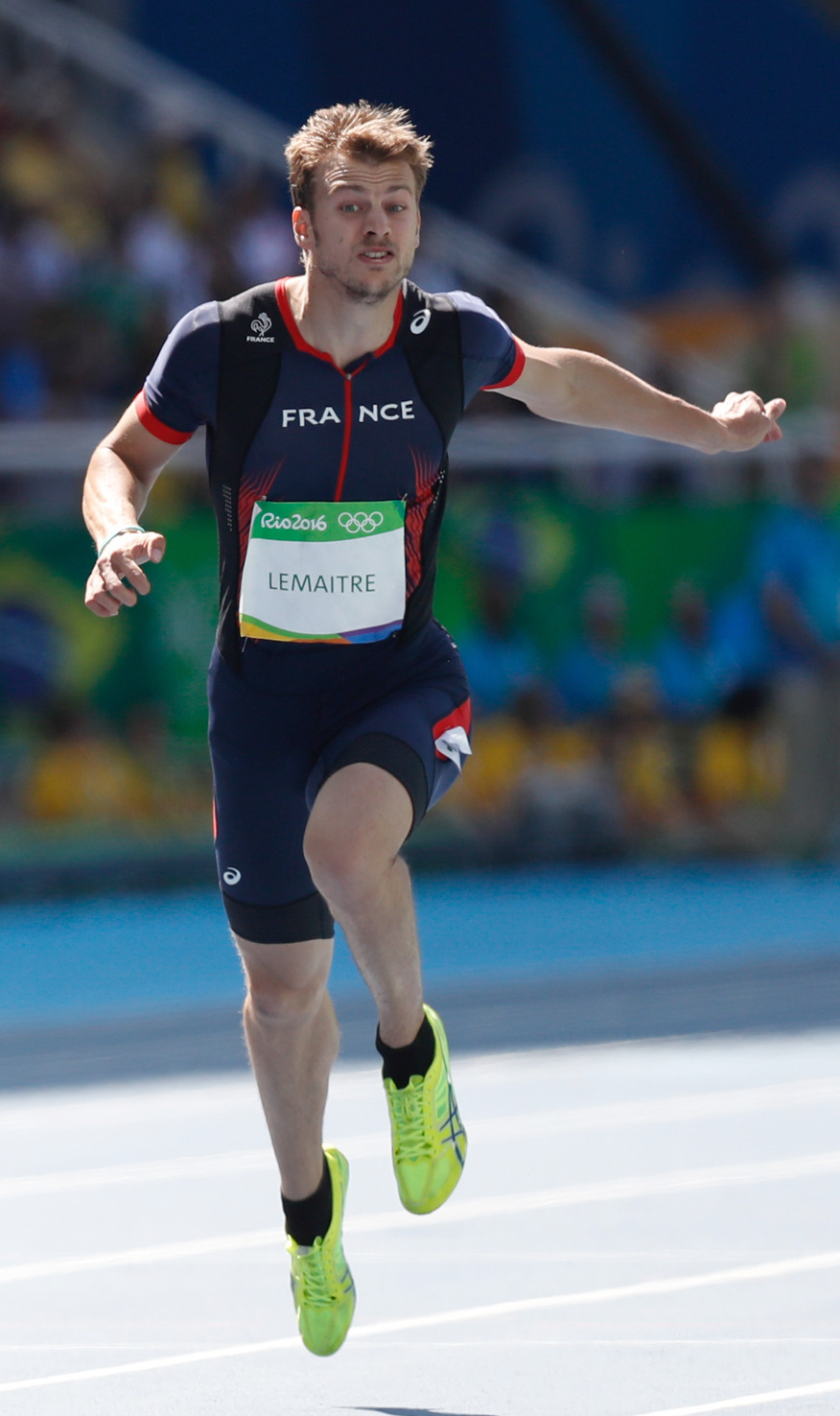
Леметр на Олимпийских играх 2016 года

На 100-метровке удачно выступить не получилось — Кристоф не сумел выйти в финал, заняв третье место в третьем полуфинале с результатом 10,07 (лучший для Леметра результат сезона). Зато 18 августа на 200-метровке французский бегун сумел завоевать бронзовую медаль с результатом 20,12, опередив на несколько тысячных по результатам фотофиниша нидерландского спортсмена Чуранди Мартину и британца Адама Джемили. Леметр стал первым с 1960 года французом, выигравшим олимпийскую медаль на этой дистанции. В эстафете 4×100 м Леметр не выступал, французы выбыли в предварительном забеге.

### Сезон 2017
В феврале на чемпионате Франции в помещении в Бордо Леметр победил на дистанции 60 метров (6,60 сек). На чемпионате Европы в помещении в Белграде Кристоф не выступал. В середине июля на чемпионате Франции в Марселе Кристоф пятый раз в карьере победил на 100-метровке (10,34 сек) и стал вторым на 200-метровке (20,70 сек).

#### Чемпионат мира 2017
На чемпионате мира в Лондоне на 200-метровке Леметр не сумел выйти в финал, показав в полуфинале результат 20,30 (в финал с результатом 20,28 вышел южноафриканец Уэйд ван Никерк, который затем выиграл серебро). На 100-метровке Кристоф не выступал. В эстафете 4×100 метров Леметр бежал на последнем этапе в финале, французы с результатом 38,48 сек заняли пятое место (второе среди европейцев после победителей британцев).

### Сезон 2018
На чемпионате Европы в Берлине Леметр не выступал. 28 июля на чемпионате Франции в Сент-Этьене Леметр занял шестое место на 200-метровке с результатом 20,90 сек, проиграв 0,56 сек чемпиону Муамаду Фаллю.

### Сезон 2019
На чемпионате Европы в помещении в Глазго Кристоф не выступал. На чемпионате мира 2019 года Леметр был в составе сборной Франции в эстафете 4×100 метров, но команда не сумела финишировать в финале. На личных дистанциях Леметр не выступал.